# Turmhügel Am Schanzl (Amberg)
Der Turmhügel Am Schanzl ist eine abgegangene mittelalterliche Turmhügelburg (Motte) in der Oberpfälzer Stadt Amberg im Landkreis Amberg-Sulzbach von Bayern. Der Turmhügel befand sich 875 m südöstlich von der Stadtpfarrkirche St. Martin in der Talaue der Vils und der früheren Pulvermühle. Die Anlage wird als Bodendenkmal unter der Aktennummer D-3-6537-0079 im Bayernatlas als „Mittelalterlicher Turmhügel Schanzl“ geführt. 

## Beschreibung
Der Turmhügel war auf einer Grundfläche von 24 × 16 m pyramidenstumpfartig aufgeschüttet und von einem Ringgraben umgeben. Später ist er in einem See der früheren Kläranlage von Amberg verschwunden bzw. heute ist er von einer Tennissportanlage überbaut.

## Geschichte
Historisch wird der Burgstall „Schanzl“ in einer Kaufurkunde von 1548 erwähnt.

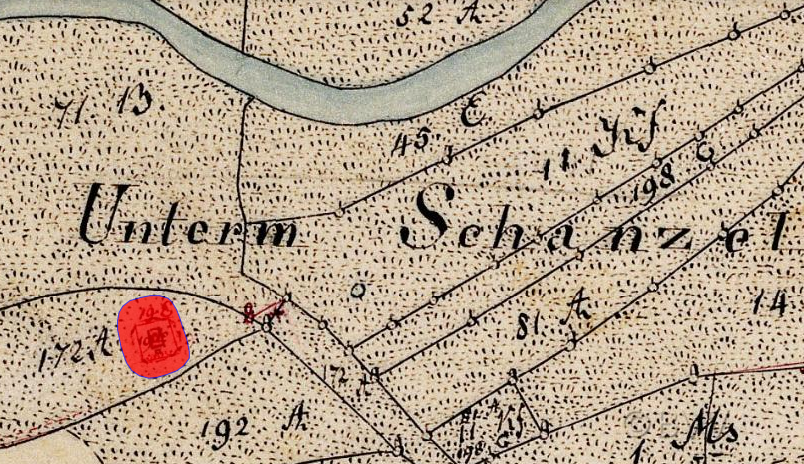
Lageplan von Turmhügel Am Schanzl auf dem Urkataster von Bayern